# Bajada de línea
Bajada de línea, fue un programa de televisión argentino emitido por  Canal 9 desde 2010 hasta 2015. 
Era un programa periodístico alrededor de investigaciones y la presencia del periodista Víctor Hugo Morales. Se centra en la crítica al tratamiento de la información política y social por parte de los medios masivos de comunicación. Durante el programa, la periodista Julieta Camaño lee los tuits de políticos y famosos con las repercusiones de los temas tratados durante la emisión.
El programa fue levantado en enero de 2016. Morales denunció a las autoridades  por el levantamiento de su programa: "El Grupo Prisa, dueño la emisora, se la entregó al canal y ellos me levantaron. Son los mismos que sacaron del aire mi programa, Bajada de Línea".
Además, el periodista denunció una millonaria oferta de la empresa para que acepte desvincularse:Una vez que asume Macri, me ofrecieron una suma muy importante de dinero para que yo no esté ahí, entonces me di cuenta que pagaban mucho para que me vaya. Querían darme $ 7 millones para continuar las conversaciones sobre mi retiro. Este hecho fue reflejado en diarios internacionales.